# Armoiries nationales
 (septembre 2021).
Un blason national est un symbole qui désigne un État indépendant sous la forme d'une réalisation héraldique. Alors qu'un drapeau national est généralement utilisé par la population en général et flotte à l'extérieur et sur les navires, desarmoiries nationales sont normalement considérées comme un symbole du gouvernement ou (en particulier dans les monarchies) du chef de l'État personnellement et a tendance à être utilisé dans l'impression, sur porcelaine héraldique, et comme décoration murale dans les bâtiments officiels. Les armes royales d'une monarchie, qui peuvent être identiques aux armes nationales, sont parfois décrites comme des armes de domination ou des armes de souveraineté.
Une utilisation importante des armoiries nationales est le symbole principal sur les couvertures des passeports, le document utilisé au niveau international pour prouver la citoyenneté d'une personne. Une autre utilisation pour les armoiries nationales est comme symbole sur les pièces de l'État associé pour la circulation générale.
Pour qu'un symbole soit appelé « armoiries nationales », il doit suivre les règles de l'héraldique. Si ce n'est pas le cas, le symbole n'est pas formellement un blason mais plutôt un emblème national. Cependant, de nombreux emblèmes nationaux non héraldiques sont de toute façon appelés familièrement armoiries nationales, car ils sont utilisés aux mêmes fins que les armoiries nationales.